# II. Valerianus római császár
Publius Licinius Cornelius Valerianus (meghalt 258-ban), ismertebb nevén II. Valerianus Gallienus római császár és a görög származású Cornelia Salonina augusta legidősebb fia volt. Egyben az előkelő szenátori családból származó Valerianus római császár unokája is.

## Élete
Császárrá (augustussá) történt kinevezését követően röviddel Valerianus megtette fiát, Gallienust az ország társ-augustusává, majd unokáját, Valerianust az ország caesarjává.
A fiatal császár új központot hozott létre Sirmiumban, hogy képviselhesse a Licinius családot a gondokkal terhelt Illír provinciában, miközben Gallienus Germánia felé fordította a figyelmét, hogy foglalkozhasson a barbárok galíciai betöréseivel. Fiatal kora miatt (ekkor nem lehetett több 15 évesnél) Valerianust Ingenuus felügyelete alá helyezték, aki kivételes parancsnok lehetett, mivel ő volt az illír tartományok kormányzója. Alá tartozott Alsó- és Felső-Pannónia, valamint Alsó- és Felső-Moesia is. 
A hírek szerint Salonina nem volt megelégedve ezzel a megállapodással. Bár nyíltan nem kritizálhatta Valerianus, a pater patriae döntéseit, melyeket hivatalosan férje, Gallienus is elfogadott, Ingenuus motivációit látta a háttérben, és megkérte az egyik tisztviselőt, Valentinust – akiről egyéb információ nem maradt fenn – hogy tartsa rajta a fél szemét. Ennek ellenére Valerianus 258 elején olyan körülmények között halt meg, amelyek alapján Gallienus Ingenuusra gyanakodott. Ingenuus ez alapján próbálta meg elbitorolni a Birodalmat, amihez az illír helyőrség és a tartományi hivatalnokok körében is nagy támogatással bírt.
Ahogy testvéréről, Saloninusról – aki később Galícia caesarja lett –, úgy Valerianus rövid uralkodásáról is keveset lehet tudni. Ebből arra lehet következtetni, hogy ebben a korban igen kaotikus volt a helyzet a Birodalom északi határán Valerianus és Gallienus idejében. Valószínűleg arra utal ez, hogy az uralkodóház egyik tagjának jelenléte egy adott régióban még nem volt elég ahhoz, hogy megnyugtassa az ott lakókat arról, hogy a távol lévő uralkodó valóban foglalkozik az ő ügyeikkel is. A helyi caesarnak be kellett biztosítania a területén a megkérdőjelezhetetlen hatalmat, őrködnie kellett az erőforrások felett, hogy gátat tudjon szabni az ellene irányuló külső és belső támadásoknak. Úgy tűnik, Diocletianus és Maximianus megértette ezt, amikor Constantius Chlorust és Galeriust nevezték ki Galícia, illetve Illíria élére mintegy 35 évvel később.

## Fordítás
Ez a szócikk részben vagy egészben  a   Valerian II című angol Wikipédia-szócikk ezen változatának fordításán alapul.  Az eredeti cikk szerkesztőit annak laptörténete sorolja fel. Ez a jelzés csupán a megfogalmazás eredetét és a szerzői jogokat jelzi, nem szolgál a cikkben szereplő információk forrásmegjelöléseként.